# Kruisstraatmolen (Werken)
De Kruisstraatmolen is een staakmolen aan de Kruisstraat in Werken (Kortemark). De oorspronkelijke molen, die in 1876 werd gebouwd, werd tijdens de Eerste Wereldoorlog vernield. De huidige molen is de voormalige Sneppemolen, die in 1921 uit Torhout is overgebracht.
In 1988 kocht de gemeente Kortemark de molen om deze maalvaardig te laten herstellen. Nadien zijn nog enkele restauraties verricht, waardoor de Kruisstraatmolen nog steeds maalvaardig is.
- Inventaris van het Bouwkundig Erfgoed (Vlaanderen): 91326